# Super DOT 4
Pour les articles homonymes, voir DOT.
 (août 2012).
Si vous disposez d'ouvrages ou d'articles de référence ou si vous connaissez des sites web de qualité traitant du thème abordé ici, merci de compléter l'article en donnant les références utiles à sa vérifiabilité et en les liant à la section « Notes et références ».
Super DOT 4 est une désignation de liquide de frein pour automobiles, selon les normes établies par le Department of Transportation (DOT) américain. Il peut porter les appellations commerciales « DOT 4+ », « DOT 4 ESP » ou encore « DOT 4 LV » pour low viscosity (faible viscosité). 

## Description
Le Super DOT 4 est un liquide de frein spécialement développé pour les voitures de nouvelle génération équipées de systèmes de sécurité électroniques, tels que l'ABS, l'ASR, l'ESP, l'EBD et le BAS, ou une variante de ceux-ci. Pour un bon fonctionnement de ces systèmes, un temps de réponse ultrarapide est essentiel, y compris par temps très froid : la faible viscosité du liquide de frein le rend particulièrement adapté à l'utilisation dans les systèmes de freinage pilotés par l'électronique. Contrairement à une idée répandue, la norme Super DOT 4 n'impose pas des températures d'ébullition à sec et humide supérieures au DOT 4 classique, bien que les liquides DOT 4+ commerciaux soient généralement des produits plus hauts en gamme avec des performances à haute température améliorées. Le Super DOT 4 correspond au grade 6 de la norme ISO 4925.
Le Super DOT 4 peut être utilisé sans problème avec d’autres liquides de freinage DOT 4.
Aux États-Unis, les liquides de freins doivent répondre à la « Norme no 116 ; Liquides de freins pour véhicules à moteur ». Sous cette norme, le Department of Transportation donne quatre spécifications nomimales pour les liquides de freins : DOT 3, DOT 4, Super DOT 4 et DOT 5.1. Ces quatre liquides sont à base de polyéthylène glycol (PEG) et donc miscibles entre eux (contrairement au DOT 5 qui est à base de silicone). Ces quatre liquides sont hygroscopiques et absorbent l'eau de l'atmosphère. Leurs performances s'en trouvent dégradées et leur point d'ébullition chute.